# T7 RNK polimeraza
T7 RNK polimeraza je RNK polimeraza iz T7 bakteriofaga koja katališe formiranje RNK u 5'→ 3' smeru.

## Aktivnost
T7 polimeraza je izuzetno specifična za promoter i transkribuje DNK samo iza T7 promotera. T7 polimerazi je isto tako potreban DNK templet i Mg2+ jon kao kofaktor za sintezu RNK. Ona ima veoma nizak nivo greški. Njena molekulska težina je 99 kDa.

## Literatura
- Martin CT, Esposito EA, Theis K, Gong P (2005). „Structure and function in promoter escape by T7 RNA polymerase”. Prog. Nucleic Acid Res. Mol. Biol. 80: 323—47. PMID 16164978. doi:10.1016/S0079-6603(05)80008-X.
- Sousa R, Mukherjee S (2003). „T7 RNA polymerase”. Prog. Nucleic Acid Res. Mol. Biol. 73: 1—41. PMID 12882513. doi:10.1016/S0079-6603(03)01001-8.
- McAllister WT (1993). „Structure and function of the bacteriophage T7 RNA polymerase (or, the virtues of simplicity)”. Cell. Mol. Biol. Res. 39 (4): 385—91. PMID 8312975.
- Sastry SS, Ross BM (1997). „Nuclease activity of T7 RNA polymerase and the heterogeneity of transcription elongation complexes”. J. Biol. Chem. 272 (13): 8644—52. PMID 9079696. doi:10.1074/jbc.272.13.8644. Архивирано из оригинала 25. 09. 2019. г. Приступљено 23. 05. 2012. - note that the nuclease activity reported here is an artifact.

## Spoljašnje veze
- Enzimologija T7 RNK polimeraze